# Светско првенство у пливању 2015 — 4×100 м мешовито за жене
Такмичење у пливању у штафети 4 х 100 метара мешовито за жене на Светском првенству у пливању 2015. одржало се 9. августа (квалификације у јутарњем, а финале у поподневном делу програма) као део програма Светског првенства у воденим спортовима. Трке су се одржавале у базену Казањске арене у граду Казању (Русија).
За трке је првобитно било пријављено 26 репрезентација (штафета Холандије одустала је од наступа у квалификацијама) за које је пливало укупно 111 такмичарки. Титулу светских првакиња из 2013. нису успеле да одбране репрезентативке Сједињених Држава које су финалну штафетну трку завршиле на четврртом месту. Нове светске првакиње постале су чланице штафете Кине, сребрна медаља припала је репрезентацији Холандије, а бронза штафети аустралије.
Кинеска репрезентација у финалу је наступила у саставу Фу Јуенхуеј, Ши Ђинглин, Лу Јинг и Шен Дуо.

## Освајачи медаља
|                                                           | Резултат                             |                                             | Резултат                            |                                                                            | Резултат                             |
|                                                           |                                      |                                             |                                     |                                                                            |                                      |
| Кина                                                      | 3:54,41                              | Шведска                                     | 3:55,24                             | Аустралија                                                                 | 3:55,56                              |
|                                                           |                                      |                                             |                                     |                                                                            |                                      |
| Фу Јуенхуеј Ши Ђинглин Лу Јинг Шен Дуо Чен Синји Ћу Јухан | (59,29) (1:05,56) (56,56) (53,00) ×× | М. Колеман Ј. Јохансон С. Шестрем Л. Хансон | (1:00,74) (1:05,63) (55,28) (53,59) | Е. Сибом Т. Макион Е. Макион Б. Кембел М. Вилсон Л. Тонкс М. Гровс М. Рајт | (58,81) (1:07,38) (57,59) (51,78) ×× |

## Званични рекорди
Пре почетка такмичења званични свестки рекорд и рекорд шампионата у овој дисциплини су били следећи:
| Рекорд                     | Име  | Резултат | Место             | Датум           |
| -------------------------- | ---- | -------- | ----------------- | --------------- |
| Светски рекорд             | САД  | 3:52,05  | Лондон (Енглеска) | 4. август 2012. |
| Рекорд светских првенстава | Кина | 3:52,19  | Рим (Италија)     | 1. август 2009. |

Током трајања финалне трке постављен је нови европски рекорд (уједно и рекорс Шведске) у овој дисциплини.

## Квалификације
У квалификацијама се пливало у 3 квалификационе групе, са по 10 штафета у свакој изузев у првој у којој је наступило 6 штафета. Пласман у финале обезбедило је 8 штафета које су у квалификацијама оствариле најбоља времена. Штафета Холандије није наступила у квалификацијама.
Квалификационе трке пливане су 9. августа у јутарњем делу програма, са почетком у 10:48 по локалном времену.
| ПЛ. | Трка | Стаза | Штафета          | Састав | Резултат | Нап. |
| --- | ---- | ----- | ---------------- | --- | -------- | ---- |
| 1.  | 1    | 7     | Кина             | Фу Јуенхуеј (59,24) Ши Ђинглин (1:06,35) Чен Синји (57,42) Ћу Јухан (54,03)                                                | 3:57,04  | КВ   |
| 2.  | 2    | 4     | САД              | Кетлин Бејкер (59,98) Мика Лоренс (1:07,10) Кендил Стјуарт (56,86) Марго Гир (53,18)                                       | 3:57,12  | КВ   |
| 3.  | 1    | 6     | Шведска          | Мишел Колеман (1:00,55) Јени Јохансон (1:06,20) Сара Шестрем (56,10) Луис Хансон (54,44)                                   | 3:57,29  | КВ   |
| 4.  | 3    | 6     | Аустралија       | Медисон Вилсон (59,56) Лорна Тонкс (1:07,34) Медлајн Гровс (58,18) Мелани Рајт (52,87)                                     | 3:57,95  | КВ   |
| 5.  | 3    | 5     | Данска           | Мије Нилсен (59,67) Рике Мелер Педерсен (1:07,19) Џанет Отесен (57,37) Пернил Блум (54,15)                                 | 3:58,38  | КВ   |
| 6.  | 2    | 1     | Канада           | Доминик Бушар (1:00,39) Ракел Никол (1:07,01) Ноеми Томас (57,55) Сандрин Мејнвил (54,07)                                  | 3:59,02  | КВ   |
| 7.  | 1    | 2     | Велика Британија | Лорин Квигли (1:00,38) Шобан-Мари О’Конор (1:06,75) Ракеал Кели (57,89) Ребека Тарнер (55,00)                              | 4:00,02  | КВ   |
| 8.  | 3    | 3     | Јапан            | Сајака Акасе (1:01,55) Канако Ватанабе (1:07,07) Нацуми Хоши (57,93) Мики Учида (53,88)                                    | 4:00,43  | КВ   |
| 9.  | 3    | 1     | Италија          | Елена Гемо (1:01,21) Аријана Кастиљони (1:06,93) Иларија Бјанки (58,25) Ерика Ферајоли (54,53)                             | 4:00,92  |      |
| 10. | 2    | 7     | Русија           | Дарија Устинова (1:00,13) Виталина Симонова (1:07,14) Наталија Ловцова (59,39) Вероника Попова (54,46)                     | 4:01,12  |      |
| 11. | 3    | 0     | Немачка          | Лиза Граф (1:01,19) Ванеса Гримберг (1:07,71) Александра Венк (57,87) Аника Брун (54,63)                                   | 4:01,40  |      |
| 12. | 2    | 3     | Француска        | Берил Гасталдело (1:00,60) Шарлот Боне (1:09,08) Мари Вател (57,77) Ана Сантаманс (54,68)                                  | 4:02,13  |      |
| 13. | 2    | 0     | Финска           | Мимоса Јалов (1:00,64) Јена Лауканен (1:07,10) Емилија Пикараинен (59,47) Хана-Марија Сепеле (55,09)                       | 4:02,30  |      |
| 14. | 2    | 2     | Бразил           | Етијен Медеирос (1:01,25) Женифер Консеисао (1:09,28) Дајнара де Паула (58,54) Лариса Оливеира (54,17)                     | 4:03,24  |      |
| 15. | 1    | 5     | Чешка            | Симона Баумртова (1:00,88) Петра Хоцова (1:07,80) Луција Свјецена (59.96) Ана Коларжова (54,80)                            | 4:03,44  |      |
| 16. | 3    | 9     | Шпанија          | Дуане Да Роча (1:01,63) Хесика Ваљ (1:07,30) Худит Игнасио Сорибес (59,15) Мелани Коста (55,83)                            | 4:03,91  |      |
| 17. | 1    | 4     | Грчка            | Теодора Драку (1:01,35) Екатерини Саракацани (1:08,80) Ана Дундунаки (58,49) Теодора Јарени (55,65)                        | 4:04,29  |      |
| 18. | 1    | 3     | Пољска           | Алицја Тхож (1:00,88) Доминика Штандера (1:09,26) Ана Довгјерт (59,91) Катажина Вилк (54,38)                               | 4:04,43  |      |
| 18. | 2    | 5     | Исланд           | Ејгло Оск Густавсдоутир (1:00,42) Храбнхилдур Лутерсдоутир (1:06,99) Јохана Густавсдоутир (1:01,88) Бриндис Хансен (55,14) | 4:04,43  |      |
| 20. | 3    | 7     | Хонгконг         | Стефани Ау (1:00,95) НР Шобан Хаухеј (1:08,70) Сзе Ханг Ју (59,60) Камил Ченг (55,29)                                      | 4:04,54  |      |
| 21. | 3    | 8     | Турска           | Халиме Зулал Зерен (1:03,21) Викторија Зејнеп Гунеш (1:06,99) Гизем Бозкурт (1:00,94) Јекатерина Аврамова (55,20)          | 4:06,34  |      |
| 22. | 3    | 2     | Венецуела        | Хесерик Пинто (1:04,66) Мерседес Толедо (1:10,06) Изабела Паез (1:00,57) Арлен Семеко (56,45)                              | 4:11,74  |      |
| 23. | 2    | 6     | Сингапур         | Квах Тинг Вен (1:05,26) Саманта Јео (1:11,24) Марина Чан (1:02,36) Аманда Лим (58,40)                                      | 4:17,26  |      |
| 24. | 2    | 8     | Мексико          | Лурдес Виљасењор (1:05,34) Данијела Кариљо (1:10,55) Шаро Родригез (1:03,41) Монтсерат Ортуњо (59,85)                      | 4:19,15  |      |
| 25. | 2    | 9     | Молдавија        | Татјана Перстњова (1:04,57) Татјана Кишка (1:12,61) Александра Виниченко (1:08,45) Михаела Бат (1:00,92)                   | 4:26,55  |      |
| 26  | 3    | 4     | Холандија        | | ××       | НН   |

Напомена: КВ' - квалификација; НР - национални рекорд, НН - нису наступиле

## Финале
Финална трка пливана је 9. августа у вечерњем делу програма, са почетком у 19:25 по локалном времену.
| ПЛ. | Стаза | Штафета          | Састав                                                                                     | Резултат | Нап. |
| --- | ----- | ---------------- | ------------------------------------------------------------------------------------------ | -------- | ---- |
|     | 4     | Кина             | Фу Јуенхуеј (59,29) Ши Ђинглин (1:05,56) Лу Јинг (56,56) Шен Дуо (53,00)                   | 3:54,41  |      |
| 2   | 3     | Шведска          | Мишел Колеман (1:00,74) Јени Јохансон (1:05,63) Сара Шестрем (55,28) Луси Хансон (53,59)   | 3:55,24  | ЕР   |
| 3   | 6     | Аустралија       | Емили Сибом (58,81) Тејлор Макион (1:07,38) Ема Макион (57,59) Бронте Кембел (51,78)       | 3:55,56  |      |
| 4.  | 5     | САД              | Миси Френклин (59,81) Џесика Харди (1:06,32) Кендил Стјуарт (57,24) Симон Мануел (53,39)   | 3:56,76  |      |
| 5.  | 2     | Данска           | Мије Нилсен (59,47) Рике Мелер Педерсен (1:07,17) Џанет Отесен (56,50) Пернил Блум (54,47) | 3:57,61  |      |
| 6.  | 7     | Канада           | Доминик Бушар (59,80) Ракел Никол (1:07,00) Кетрин Савард (57,28) Сандрин Мејнвил (53,88)  | 3:57,96  |      |
| 7.  | 1     | Велика Британија | Лорин Квигли (59,84) Шобан-Мари О’Конор Ракил Кели Франческа Халсал                        | ××       | ДСК  |
| 7.  | 8     | Јапан            | Сајака Акасе (1:00,88) Канако Ватанабе нацуми Хоши Мики Учида                              | ××       | ДСК  |

Напомена: ЕР - европски рекорд; ДСК - дисквалификација